# Paradise Valley (album)
 For alternative betydninger, se Paradise Valley. (Se også artikler, som begynder med Paradise Valley)
Paradise Valley er det sjette album af John Mayer. Musikalsk set, minder albummet meget om det forgående album Born And Raised, som blev udgivet i 2012. Albummet blev udgivet den 20. august 2013. 
Albummets første single, Paper Doll, blev udgivet den 18. juni 2013, der senere blev efterfulgt af den anden single Wildfire den 16. juli.
Den 13. august 2013 kunne Paradise Valley streames via iTunes.

## Spor
| Nr. | Titel                                      | Længde |
| --- | ------------------------------------------ | ------ |
| 1.  | "Wildfire"                                 | 4:15   |
| 2.  | "Dear Marie"                               | 3:44   |
| 3.  | "Waitin' On The Day"                       | 4:35   |
| 4.  | "Paper Doll"                               | 4:19   |
| 5.  | "Call Me The Breeze"                       | 3:27   |
| 6.  | "Who You Love"                             | 4:12   |
| 7.  | "I Will Be Found (Lost At Sea)"            | 4:03   |
| 8.  | "Wildfire"                                 | 1:28   |
| 9.  | "You're No One 'Til Someone Lets you Down" | 2:48   |
| 10. | "Badge And Gun"                            | 3:15   |
| 11. | "On The Way Home"                          | 3:59   |